# Ramzi T. Salamé
Pour les articles homonymes, voir Salamé.
Ramzi Toufic Salamé est un écrivain et peintre né au Liban le 17 juillet 1953 et mort le 29 décembre 2023.

## Biographie
Son père est un émigré qui a fait fortune au Libéria. Ramzi T. Salamé a étudié chez les pères jésuites au collège Notre-Dame de Jamhour (promo 72), et a poursuivi des études de gestion à l’Université américaine de Beyrouth, et de droit à l’Université Saint-Josephau Liban. 
Il se lance ensuite dans le monde des affaires. Il gère plusieurs bars et restaurants, parvient à vendre la série Goldorak à la télévision libanaise, tout en acquérant les droits sur les produits dérivés pour le marché libanais. Il produit aussi la version arabe du générique. Très attaché à la culture libanaise, c’est un grand collectionneur.  
Ses deux passions sont la peinture et l’écriture. Il publie notamment Le Prince des cyniques en 1999, et La Caste supérieure en 2007. 

« Dans tous mes livres, je critique la nature humaine. Égoïsme, cupidité, volonté de domination, soif de pouvoir, cynisme… sont des travers que je dénonce avec vigueur. Il existe toutefois, fort heureusement, des hommes de bonne volonté qui, par leurs actions et leur dévouement, sauvent l’humanité. »

Ses tableaux peignent une nature sereine aux couleurs vives et gaies.

## Œuvre
Ramzi Salamé a écrit les œuvres suivantes en langue française, toutes traduites en arabe :
- Le Prince des cyniques, édition FMA, Buchet Chastel, 1999
- La pierre m’a parlé, édition FMA, L’Harmattan, 2005
- Trésor, édition FMA, 2003
- La Caste supérieure, édition FMA, L’Harmattan, 2007
- La République des Paysans, édition FMA, L’Harmattan, 2011

Ses romans critiquent une société dominée par l’égoïsme et l’arrivisme, où l’homme est géré par ses instincts de pouvoir et de domination.

## Expositions
Il a exposé au Liban, à Paris, en Suisse et en Belgique.